# Martin Gründler (Musikpädagoge)
Martin Gründler (* 4. Dezember 1918 in Oberroßbach; † 20. Oktober 2004) war ein deutscher Gesangspädagoge und Hochschullehrer.

## Leben
Gründler studierte Kirchenmusik und Gesang und war ab 1941 als Konzertsänger tätig mit Auftritten in Deutschland und im Ausland, u. a. auch in den Vereinigten Staaten. 1953 heiratete er Charlott-Luise Dettmar. Aus der Ehe gingen vier Kinder hervor.
Ab 1957 war er Professor für Operngesang an der Hochschule für Musik und Darstellende Kunst Frankfurt am Main. Zu seinen Schülern gehörten die Sänger Aldo Baldin, Christian Brüggemann, Christian Elsner, Christof Fischesser, Carl-Christof Gebhardt, Manfred Hofmann, Johannes M. Kösters, Johannes Martin Kränzle, Friedemann Kunder, Werner Volker Meyer, Jo Pohlheim, Christoph Prégardien, Peter Schüler, Daniel Sans, Wolfgang Schmidt, Ernst Gerold Schramm, Robert Schunk, Ralf Simon, Alexander Spemann und James Tolksdorf. Auch die Chorleiter Mathias Breitschaft und Ronald Pelger zählten zu seinem Schülerkreis.
Gründler wurde 2003 mit Ehrensenatorenwürde seiner Hochschule ausgezeichnet.